# Gaurotes ussuriensis
Gaurotes ussuriensis är en skalbaggsart som beskrevs av Blessig 1872. Gaurotes ussuriensis ingår i släktet Gaurotes och familjen långhorningar. Inga underarter finns listade i Catalogue of Life.